# تسلسل تصنيفي
التسلسل التصنيفي (المعروف أيضًا باسم الرتبة التصنيفية النظامية أو الشعبية) هو تسلسل متبع في وضع قائمة الأصناف التي تساعد على تسهيل الاستخدام ويعكس تقريبًا العلاقات التطورية بين الأنواع. قد يتواجد التسلسل التصنيفي داخل أي رتبة، أي، أنه يمكن أن يكون لقائمة الأسر والأجناس والأنواع لكل منها تسلسل.
استخدم علماء الأحياء في وقت مبكر مفهوم «العصر» أو «البدائية» للجماعات المعنية للتوصل إلى طريقة ترتيب بالنسبة للمجموعات «الأقدم» أو الأكثر «بدائية» وتم سردها أولا بينما تلك الأكثر حداثة أو «المتقدمة» تكون في آخر القائمة. ولقد أدى ذلك الفهم الحديث للأحياء التطورية إلى إطار أكثر قوة للترتيب التصنيفي للقوائم. حيث يمكن أن ينظر إلي القائمة باعتبارها تمثيلاً أحادي البعد لـ شجرة النشوء والتطور. وتُعتبر التسلسلات التصنيفية بمثابة أجهزة الكشف عن مجريات الأمور التي تساعد أساسا في ترتيبات الأنظمة الخطية مثل الكتب ونظم استرجاع المعلومات. نظرًا لأن علاقات النشوء والتطور معقدة وغير خطية فلا توجد وسيلة فريدة من نوعها لتحديد التسلسل على الرغم من أنها بوجه عام تضع أولاً في القائمة الأنواع الأكثر قاعدية التي تتجمع في مجموعة متقاربة تكون بجانب بعضها البعض.
إن منظمات الأدلة الميدانية والدراسات التصنيفية قد تتبع أو تصف التسلسل التصنيفي؛ وكثيرًا ما تحدث التغيرات في هذه التسلسلات لذا تنشر في المنشورات الجديدة.

## قائمة المصادر
- Haston، Elspeth؛ Richardson، James E.؛ Stevens، Peter F.؛ Chase، Mark W. (2009)، "The Linear Angiosperm Phylogeny Group (LAPG) III: a linear sequence of the families in APG III"، Botanical Journal of the Linnean Society، ج. 161، ص. 128–31، DOI:10.1111/j.1095-8339.2009.01000.x {{استشهاد}}: الوسيط author-name-list parameters تكرر أكثر من مرة (مساعدة)
- Hawthorne، W.D.؛ Hughes، C.E. (2008)، "Optimising linear taxon sequences derived from phylogenetic trees - a reply to Haston et al."، Taxon، ج. 57، ص. 698–704 {{استشهاد}}: الوسيط غير المعروف |lastauthoramp= تم تجاهله يقترح استخدام |name-list-style= (مساعدة)